# Джокер (карта)

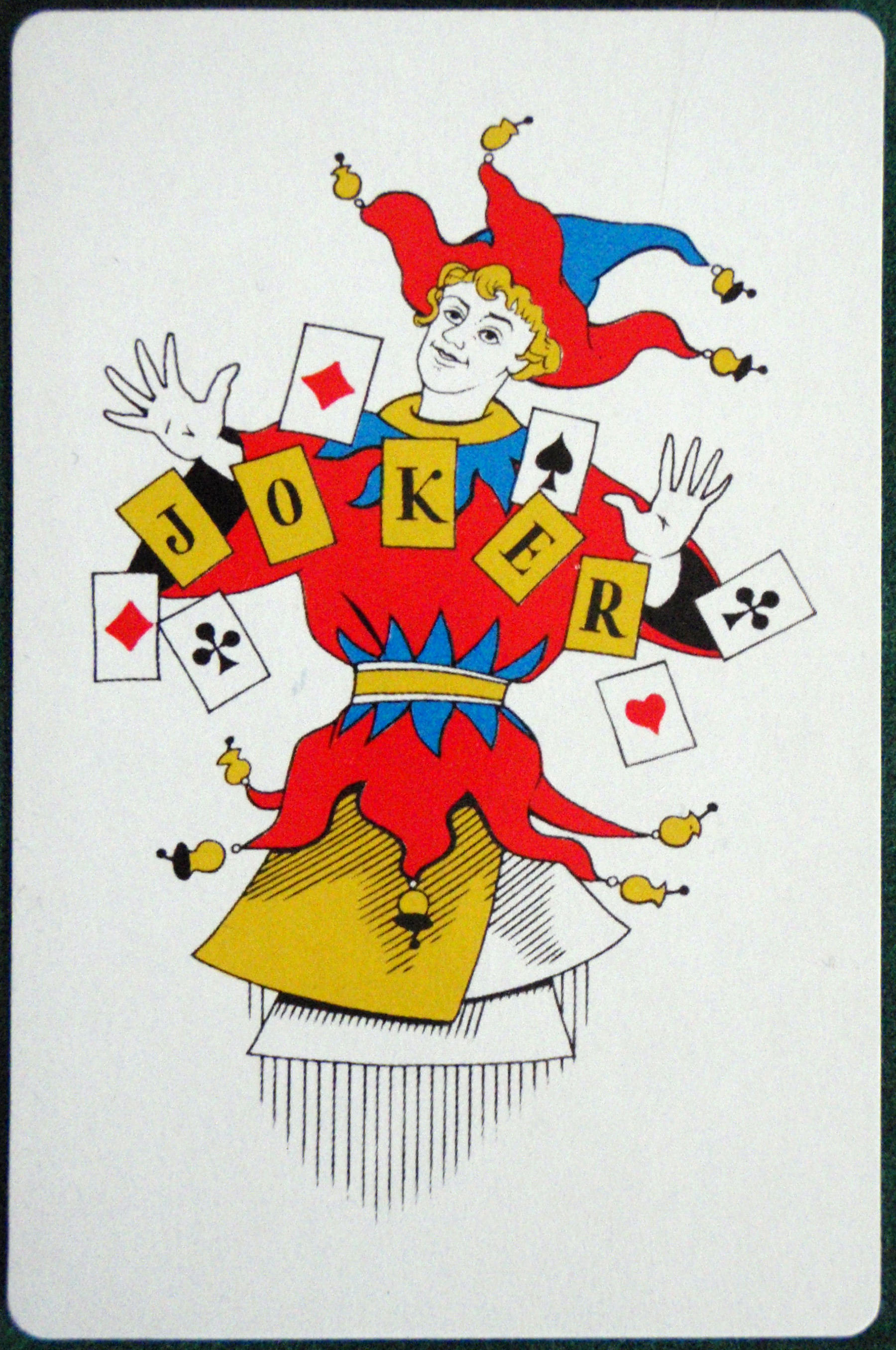
Один из вариантов изображения джокера

Джо́кер (англ. joker, «шутник») — игральная карта без масти и номера, входящая в стандартную 54-картовую французскую колоду в качестве дополнения к стандартным четырём мастям (трефы, бубны, червы и пики). Со второй половины XX века джокер также встречается в испанской и итальянской колодах. В большинстве карточных игр джокер может выполнять роль любой другой карты, а также может подкидываться как в простом ходу, так и при составлении комбинаций.

## История
Джокер появился в США во время Гражданской войны и был создан в качестве козырной карты для игры в юкер. Изначально юкер не использовал джокеров, а в самых ранних правилах игры 1844 года двумя козырями были валеты, известные как «правая беседка» и «левая беседка». По словам историка карточных игр Дэвида Парлетта, джокер был добавлен в колоду из 32 карт в 1850-х годах специально для игры юкер, и впервые упоминается в своде правил в 1868 году, где пустая карта без изображения была адаптирована для использования в игре в качестве «дикой» карты, которая может выполнять роль любой другой как при простом ходе, так и при составлении комбинаций.
Карты с надписью «джокер» начали появляться примерно в конце 1860-х годов, и на некоторых из них были изображены клоуны и шуты, включая в частности шута времён королевы Елизаветы I Ричарда Тарлтона. Примерно в 1875 году джокер стал использоваться в покере в качестве «дикой карты». Первые колоды с двумя джокерами стали появляться в конце 1940-х годов для игры в канасту.
Также считается, что термин «джокер» происходит от названия немецкой карточной игры юкершпиль (англ. juckerspiel), которую часто сокращенно называют юкер (англ. jucker). В данной игре роль старшей карты выполняет валет.

## Описание
Джокер не имеет стандартного изображения в карточной индустрии, и каждая компания-производитель карт выпускает его в своём собственном виде. Чаще всего на этой карте изображают шута. В колодах, содержащих несколько джокеров, обычно один из них выполнен в цвете, в то время как другой чёрно-белый. Во многих колодах у джокера нет углового символа, а в тех что есть, наиболее распространенным символом является звезда. В основном данная карта просто помечается надписью «джокер».
Джокера часто сравнивают с картой «шут» или «дурак» в колодах Таро, с которой у него много общего как по внешнему виду, так и по игровым функциям.

## Использование в карточных играх
Роль джокера в карточных играх разная. Если нужно сравнивать их, то, как правило, цветной ценится больше, чем чёрно-белый. В основном может служить заменой любой карте. Бывает также, что цветной джокер может заменять любую карту червей или бубен, в то время как чёрно-белый — пик или треф. Но бывают и исключения. Например, в покере может быть разрешено заменять им только туз или карту, необходимую для завершения флеша или стрита. В некоторых вариантах покера возможно применить джокер, чтобы получить так называемые «пять одинаковых» или иногда просто «покер». Пример: 🂾 🃎 🃞 🂮 и джокер. «Five of a Kind» ценится даже выше «Royal Flush» и является сильнейшей комбинацией.
В части карточных игр, джокер играет ключевую роль:
- Джокер — старинная клубная карточная игра.
- Покер с джокером — банковая игра.
- Джокерный пасьянс — одна из разновидностей пасьянса.
- Пропущенный джокер — карточная игра, популярная в Японии.

## Схожие элементы в других играх
- В немецкой колоде похожую роль выполняет карта Weli[нем.].
- Также джокер — дополнительная фишка для игры в маджонг. Она была введена в правилах маджонга, использующихся в США и Европе, роль этой фишки в игре примерно соответствует роли карточного джокера в карточных играх.
- В игре руммикуб джокер может заменять собой любую фишку.